# Andreas Schifferer
Andreas Schifferer (3 augustus 1974) is een Oostenrijks alpineskiër. Hij stond bekend als afdalingsspecialist, maar kwam ook uit op de andere disciplines. Hij leerde skiën op driejarige leeftijd.

## Palmares

### Olympische winterspelen
Salt Lake City 2002 :  in de super G

### Wereldkampioenschap
Sestriere (1997) :  in de reuzenslalom